# Quách Ái Minh
Quách Ái Minh (tiếng Anh: Amy Kwok, tiếng Trung: 郭藹明; bính âm: Guō Ǎimíng; sinh ngày 26 tháng 9 năm 1967) là một nữ diễn viên kiêm người mẫu người Hồng Kông. Bà từng giành danh hiệu Hoa hậu Hồng Kông vào năm 1991.

## Sự nghiệp
Năm 1989, Quách Ái Minh là nghiên cứu sinh thạc sĩ ngành Kỹ thuật Cơ khí tại Đại học Nam California (Mỹ) và làm việc bán thời gian tại NASA - Cơ quan không gian Hoa Kỳ. Năm 1991, về Hong Kong trong kỳ nghỉ, Quách Ái Minh được bạn bè động viên tham gia cuộc thi Hoa hậu Hồng Kông năm đó. Quách Ái Minh chưa từng kỳ vọng gì vào cuộc thi này vì ước mơ của cô là được làm việc chính thức cho NASA và dự định sẽ quay về Mỹ học lên tiếp sau cuộc thi. Lý do mà cô ghi danh là để thử thách bản thân và mong muốn học hỏi kinh nghiệm từ lĩnh vực mới. Tuy nhiên, nhờ lối ứng xử thông minh, khéo léo, Quách Ái Minh xuất sắc giành được ngôi vị hoa hậu. Ngoài ra, cô còn nhận thêm 2 giải thưởng phụ tại cuộc thi đó là: giải "Hoa hậu Thân thiện" và giải "Best Humor". Tuy vậy, vẻ đẹp của cô khi đó không được lòng công chúng nên Quách Ái Minh phải chịu sự gièm pha của dư luận trong suốt một thời gian dài. Cô thậm chí bị gọi là "Hoa hậu xấu nhất Hồng Kông". Sau đó, cô ký hợp đồng làm nghệ sĩ của đài TVB và về Mỹ hoàn thành chương trình học.
Bước chân vào TVB, thay vì chọn lựa ngay những vai diễn nặng ký, Quách Ái Minh dần dần trau dồi kỹ năng diễn xuất và học hỏi từ những vai diễn phụ. Năm 1992, Quách Ái Minh đảm nhận vai diễn đầu tiên trong bộ phim bom tấn Đại Thời Đại cùng dàn diễn viên nổi tiếng Trịnh Thiếu Thu, Lưu Thanh Vân, Châu Huệ Mẫn… Mặc dù chỉ đóng vai thứ chính nhưng khả năng diễn xuất của Quách Ái Minh đã thu hút sự quan tâm của khán giả. Cũng từ bộ phim này, cô đã gặp được chân ái của đời mình - nam diễn viên Lưu Thanh Vân.
Từ năm 1993-1995 là thời kỳ hoàng kim của Quách Ái Minh khi cô liên tiếp xuất hiện trong nhiều dự án phim ăn khách của TVB như Thiên Luân, Bí mật trái tim, Nụ hôn nghiệp chướng, Toà án lương tâm, Thiên định kỳ duyên, Bản năng… và đặc biệt là vai vợ của Phương Thế Ngọc trong phim điện ảnh Phương Thế Ngọc II của Lý Liên Kiệt. Nhờ những vai diễn đáng nhớ đó mà cô được mọi người yêu mến và đoạt giải Nữ diễn viên được yêu thích nhất của đài TVB.
Nhắc đến những vai diễn tiêu biểu của Quách Ái Minh thì không thể không nhắc đến vai nữ cảnh sát Gia Văn - người thứ 3 chen vào mối tình của Cao Tiệp - Trương Đại Dũng (Quách Khả Doanh và Đào Đại Vũ đóng) trong phim Hồ sơ trinh sát 2. Không ngại thủ vai phản diện, hoàn thành xuất sắc công việc mình đảm nhiệm, Quách Ái Minh khiến công chúng thay đổi cách đánh giá về mình. Thay vì gọi cô bằng cái tên khó nghe trước đó, người ta đặt cho Quách Ái Minh một danh xưng mỹ miều là "Hoa hậu Hồng Kông có học vấn cao nhất lịch sử".
Năm 1997, TVB ra mắt bộ phim truyền hình đề tài xử án "Trạng Sư Tống Thế Kiệt", bộ phim đạt được rating rất cao trong thời gian phát sóng và đưa danh tiếng của Quách Ái Minh trở lại đỉnh cao một lần nữa. Cô gây ấn tượng mạnh và rất được khán giả yêu thích với vai Bạch Linh Lung giỏi võ công- vợ của Tống Thế Kiệt (do Trương Đạt Minh đóng).
Năm 2000, Quách Ái Minh sang ATV đóng bộ phim Cuộc chiến thế kỷ, đây được xem là phần tiếp theo của bộ phim bom tấn Đại thời đại của TVB. Với sự góp mặt của ba diễn viên trong bản phim trước đó của TVB là Trịnh Thiếu Thu, Lưu Thanh Vân và Quách Ái Minh, bộ phim về đề tài chứng khoán được đầu tư rất kỹ lưỡng, quay phim tại Hongkong và Thái Lan, quy tụ dàn diễn viên nổi tiếng lúc bấy giờ của ATV. Đây cũng là bộ phim truyền hình cuối cùng của Lưu Thanh Vân và cũng là bộ phim cuối Quách Ái Minh đóng với chồng mình.
Chính điện ảnh đã đưa Quách Ái Minh đến với tình yêu hiện tại - nam diễn viên Lưu Thanh Vân. Cả hai lần đầu gặp nhau khi cùng tham gia bộ phim Đại thời đại năm 1992. Thời điểm đó, Quách Ái Minh là nàng hậu nổi tiếng, lớn lên trong gia đình giàu có và vừa tốt nghiệp thạc sĩ của trường Đại học ở Mỹ. Lưu Thanh Vân lúc đó là chỉ diễn viên mới nổi của đài TVB, anh tốt nghiệp cấp ba, nhà nghèo. Chính vì thế, khi công khai yêu nhau vào cuối năm 1992, Lưu Thanh Vân và Quách Ái Minh bị nhiều người đàm tiếu.
Tuy nhiên, sự khập khiễng về danh tiếng, hoàn cảnh gia đình không hề ảnh hưởng đến tình cảm giữa hai người. Giữa năm 1998, Quách Ái Minh và Lưu Thanh Vân quyết định kết hôn sau gần 6 năm yêu nhau. Dù trước đó năm 1993, cả hai đã đăng kí kết hôn tại Mỹ.
Sau khi kết hôn, Quách Ái Minh cũng dần đóng phim ít lại để tập trung lo cho gia đình. Từ năm 2000, cô hoạt động luân phiên giữa hai nhà đài là TVB và ATV. Năm 2006, ATV mời cô về đóng hai bộ phim được đầu tư khá lớn đó là "Công Lý Bất Dung" và "Phương Đức Và Miêu Thuý Hoa". Cả hai phim cô đều đóng cặp với Đàm Diệu Văn.
Cùng năm, sau nhiều lần bị Lưu Thanh Vân than phiền rằng cả hai có quá ít thời gian gặp mặt nhau, Quách Ái Minh đã tuyên bố rút lui khỏi làng giải trí để toàn tâm toàn ý làm người phụ nữ đứng sau lưng chồng. Hiện tại, cô đã ngưng đóng phim, chỉ thỉnh thoảng tham gia đóng quảng cáo, đi sự kiện và làm đại diện cho một số nhãn hàng mỹ phẩm.

## Các phim truyền hình
- Công Lý Bất Dung (2006)
- Phương Đức Và Miêu Thuý Hoa (2006)
- Chồng Tám Lạng Vợ Đủ Cân (2004)
- Chân Tình (2003)
- Niềm Tin Một Đời (2002)
- Cuộc Chiến Thế Kỷ (2000)
- Mục Lộ Hung Quang (1999) - Điện ảnh
- Trạng sư Tống Thế Kiệt II (1999)
- Bí mật trái tim (1998)
- Trạng sư Tống Thế Kiệt I (1997)
- ICAC Investigators 1996 (1996)
- Hồ sơ trinh sát II (1995)
- Thiên định kỳ duyên (1995)
- Bản Năng (1994)
- Toà Án Lương Tâm (1994)
- Phương Thế Ngọc II (1993) - Điện ảnh
- Nụ hôn nghiệp chướng (1993)
- Kỳ Tình Tiểu Nam Nhi (1993)
- Lò Võ Thiếu Lâm (1993)
- Thiên Luân (1993)
- Đại Thời Đại (1992)